# 喜歡我就說喜歡！
《喜歡我就說喜歡！》是Chuablesoft（チュアブルソフト）在2015年10月30日發售的戀愛冒險類型成人遊戲。

## 故事
晴北學園後庭有株很久沒有結出果實的百年蘋果樹，學生們流傳樹裡中有住妖精。初秋颯太有天發現這株樹長出一顆蘋果，這顆蘋果化身成妖精QP。颯太從QP得知他會在暑假遇見女孩並與她相戀，但是會失去兩個人生中最重要的東西，只要在暑假前找到女朋友就能迴避這個悲劇。就這樣颯太就在QP的幫助下，開始積極尋找對象談戀愛。

## 角色

### 主要角色
初秋颯太
本作的男主角，晴北學園5年學生，園藝社的成員。在咖啡店「Naturale」打工擔任廚師，喜歡料理從小夢想能成為廚師和擁有自己的店面。
姬守彩雨（聲優：歩サラ）
身高：156cm，三圍：B80（C）/W55/H84，生日：9月25日
颯太的同學，園藝社的成員。從小體弱多病經常住院很少外出，對外面的處世經歷很少。
御所川原友希（聲優：橘まお）
身高：161cm，三圍：B88（E）/W58/H91，生日：7月7日
颯太的同學和青梅竹馬，園藝社的成員，在Naturale打工擔任服務生。
小町真昼（聲優：秋野花）
身高：140cm，三圍：B68（AA）/W53/H74，生日：10月10日
晴北學園4年級學生，園藝社的成員，颯太的前女友。從6歲就出道成為演員，擁有一流演技能力。
八高千穗（聲優：手塚りょうこ）
身高：149cm，三圍：B87（F）/W55/H80，生日：3月2日
晴北學園4年級學生，園藝社的成員。沒有過去記憶但還隱約記得颯太，但是颯太並不認識她但答應陪她找回記憶。
琳卡（聲優：有栖川みや美）
身高：167cm，三圍：B85（D）/W57/H86，生日：6月13日
本名「旭鈴歌」，知名偶像團體「Coat Noble」的主唱。

### 其他角色
QP（聲優：藤咲ウサ）
晴北學園內蘋果樹的妖精，只有颯太能看到他的身影，為了報答颯太每天照料蘋果樹而現身幫他。
陸奧葵（聲優：二階堂ちか）
晴北學園6年級學生，園藝社的社長。
芹川繪里（聲優：結衣菜）
颯太的同學，友希的親友。
小町麻耶（聲優：櫻川未央）
美楠學園3年級學生，真昼的姊姊，在Naturale打工擔任服務生。

## 主題曲
片頭曲
作詞：山下慎一狼，作曲、編曲：Team-OZ，主唱：anporin
插入曲
作詞：山下慎一狼，作曲、編曲：Team-OZ，主唱：anporin

## 評價
《喜歡我就說喜歡！》於萌系遊戲大賞2015中獲得遊戲設計獎金獎，另外在Getchu.com舉辦的美少女遊戲大獎2015中獲得系統部門第7名。

## 外部連結
- 官方網站（页面存档备份，存于）（日語）
- 英文版官方網站（页面存档备份，存于）（英文）